# Gun (mythologie)
Pour les articles homonymes, voir Gun.
Gun (chinois simplifié: 鲧; chinois traditionnel: 鲧; pinyin: gǔn; Wade-Giles: Khun) est un personnage de la mythologie chinoise, souvent noté comme étant le père de Yu le Grand (大禹), le fondateur de la dynastie Xia.

## Biographie
Gun a été choisi par l'empereur Yao pour contrôler les inondations du fleuve Jaune. Gun a utilisé des digues pour tenter d'arrêter l'inondation, ce qui lui a pris neuf ans de travail ; mais les digues se sont effondrées, entraînant la mort de nombreuses personnes. Face à cet échec, l'empereur Shun, succédant à Yao, le fit exécuter et recruta Yu comme successeur de son père[réf. souhaitée].

### Mythologie
Dans de nombreuses versions de la mythologie, Gun apparaît comme un demi-dieu, petit-fils de l'empereur céleste. Ce dernier, égoïste,  refusait d'aider les humains. Pour fabriquer les digues, Gun a volé Xirang zh:息壤 (Terre proliférante) à son grand-père. Les digues étant achevées, lorsque le niveau des eaux a augmenté, la terre magique des digues a également augmenté pour empêcher l'eau de déborder. Cela a très bien fonctionné au début, mais lorsque l'empereur céleste s'aperçut qu'il s'était fait voler, il fit s'effondrer les digues et exécuter Gun. Le fils de ce dernier, Yu, ne monta pas au ciel pour implorer son aide, mais prit le parti de maîtriser les Eaux de ses propres mains et avec l'aide de tous ceux qui voudraient le suivre .